# Open Space (programma televisivo 2015)
Open Space è stato un programma televisivo italiano condotto da Nadia Toffa e andato in onda su Italia 1 dall'11 ottobre al 1º novembre 2015. Ideato da Davide Parenti e prodotto da Le Iene e RTI, veniva trasmesso dallo studio 20 di Cologno Monzese.

## Il programma
La trasmissione si proponeva come "social talk", ossia come un mezzo diretto fra il pubblico e i vari personaggi dello spettacolo, della politica o dello sport invitati: parte delle domande poste venivano inviate tramite il sito web del programma dai telespettatori, attraverso cui era possibile anche proporre le persone da intervistare nelle puntate successive. Nella terza e quarta puntata del programma, nel dibattito veniva coinvolto anche il pubblico presente in sala.
La discussione era inframezzata da servizi, realizzati dalla conduttrice Nadia Toffa o dai vari inviati della trasmissione, presenti in studio.

## Ascolti
| Puntata | Messa in onda    | Telespettatori | share |
| ------- | ---------------- | -------------- | ----- |
| 1       | 11 ottobre 2015  | 1.027.000      | 5,72% |
| 2       | 18 ottobre 2015  | 835.000        | 4,46% |
| 3       | 25 ottobre 2015  | 1.093.000      | 6,57% |
| 4       | 1º novembre 2015 | 1.040.000      | 6,26% |